# Os mais belos sonetos brasileiros

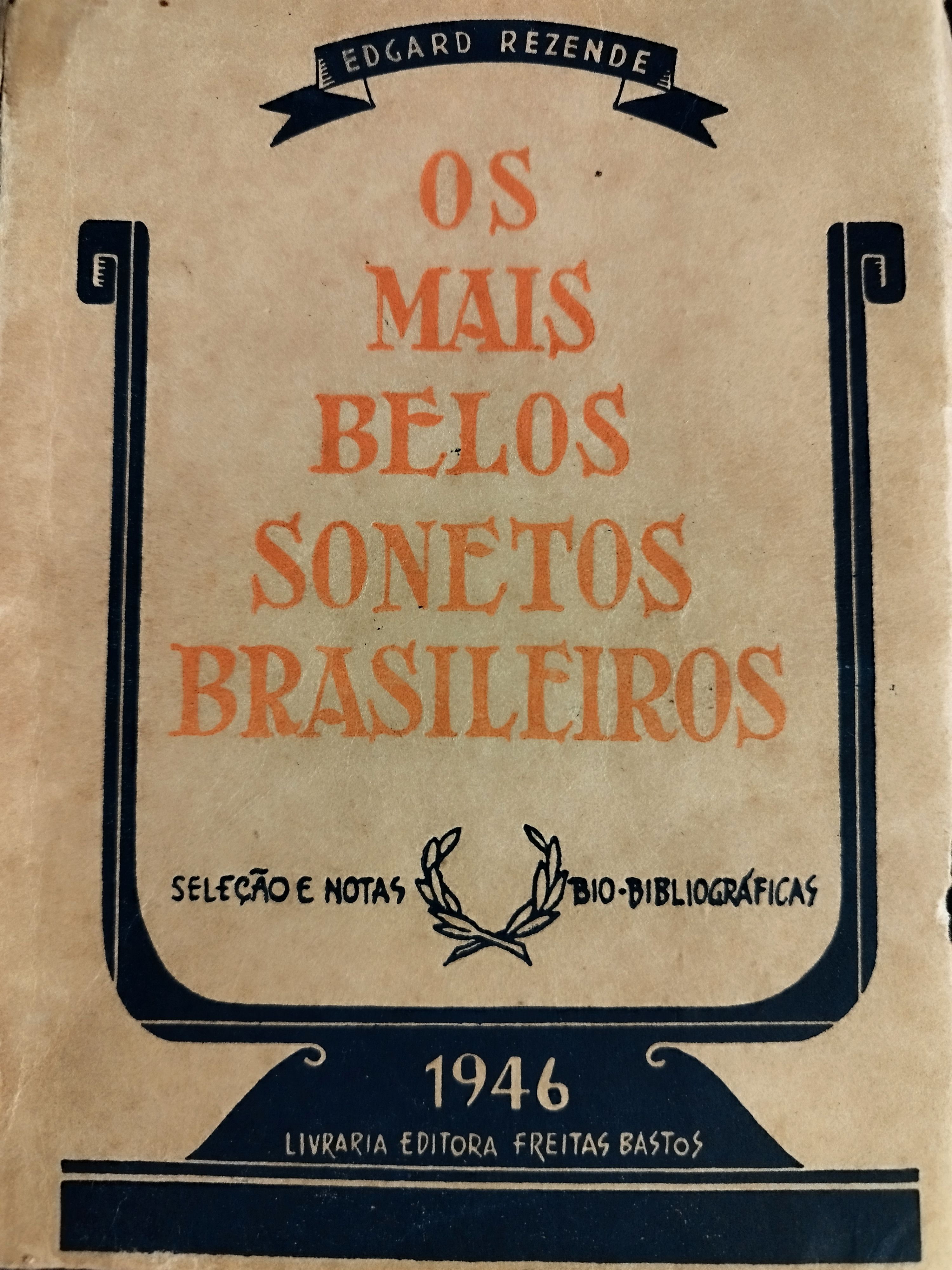
Capa da primeira edição do livro Os mais belos sonetos brasileiros, de Edgard Rezende.

Os mais belos sonetos brasileiros - Florilégio, elaborado pelo poeta Edgard Rezende, é uma antologia publicada em 1946 pela Livraria e Editora Freitas Bastos, no Rio de Janeiro. A seleção dos sonetos é uma livre escolha do autor, que assina em um pequeno texto intitulado Ao Leitor, antes do prefácio, explicando que os poetas reunidos estão por sua livre escolha "Os autores, à margem de escolas ou grupos literários", mas que manteve a ordem cronológica de nascimento tanto quanto a ordem alfabética com resumidas notas biográficas as quais ele denomina como bio-bibliográficas. A pesquisa para esta primeira edição do livro levou dois anos e meio e também já indicava futuras edições, fato que veio a ocorrer.
O prefácio é escrito pelo magistrado e poeta Oliveira e Silva. O prefacerista relata que a antologia parte de uma longa pesquisa até os mais novos àquela época, mas que prevalece o gosto pessoal. "Longa, a viagem do colecionador, através de nossa literatura do século dezessete, a partir de Gregório de Matos, aos dias de 1945, com vários poetas de vinte e poucos anos de idade." mas enfatiza que põe o leitor mais próximo do que existe de mais profundo ou interessante em termos de soneto para aquela época como um exercício prático para facilitar a vida daqueles que amam poesia mas não tem tempo ou orientação para a escolha de autores entre tantos. No penúltimo parágrafo, Silva traz um causo poético. Indica que uma senhora perguntou ao escritor francês Anatole France para que serviam os poetas? E eis que ele – cético incurável – respondeu “Ajudam-nos a amar”.
A publicação teve três edições. A primeira edição pela editora e livraria Freitas Bastos, possui 299 páginas e traz na capa o ano de 1946, mas na capa interna o ano impresso é o de 1945, que mantém-se como a original. A segunda edição data de 1947, pela Casa Editora Casa Vecchi, também no Rio de Janeiro e com 244 páginas. A terceira edição vem em 1956 novamente pela Editora e livraria Freitas Bastos S.A, pela gráfica Delta, com 447 páginas.
O escritor Domingos Carvalho da Silva aponta diversos pontos críticos do livro que vão desde a erros quanto a datas e outros pontos nos perfis biográficos dos autores como a falta de um norteamento teórico ou crítica literária para a antologia.
Edgard Rezende trabalhou na livraria e editora Freitas Bastos. Foi colaborador de jornais e revistas da Capital e do interior do Rio de Janeiro e pertenceu a algumas instituições de cultura, entre as quais a Academia Fluminense de Letras e à Federação das Academias de Letras do Brasil. Trabalhou como datiloscopista no serviço público federal.